# Lorette à la tasse de café
Lorette à la tasse de café est un tableau réalisé par le peintre français Henri Matisse en 1917. Cette huile sur toile représente une femme allongée près d'une tasse à café. Elle est conservée au musée national d'Art moderne, à Paris.